# Razor (groupe)
Pour les articles homonymes, voir Razor.
Razor est un groupe canadien de speed et thrash metal, originaire de Guelph, en Ontario. Pionniers du thrash metal canadien, Razor est considéré comme l'un des « big four » canadiens, aux côtés de Sacrifice, Voivod et Annihilator,. Le groupe tournera des vidéos de leurs chansons telles que Evil Invaders, Shotgun Justice, American Luck, et Sucker for Punishment. Le groupe se sépare en 1992, mais se reforme à la fin des années 1990 pour la sortie de l'album Decibels en 1997. Le groupe compte au total huit albums studio.

## Biographie
Razor est formé en 1983 à Guelph, en Ontario. Un an après sa formation en 1984, le groupe publie deux premières démos, intitulées Demo 84 et Escape the Fire, ainsi qu'un premier EP intitulé Armed and Dangerous. Ce dernier s'inspire de Motörhead et d'Anthrax à ses débuts. 
En 1985, le groupe publie son premier album studio, Executioner's Song, au label Attic Records. Cette même année, le groupe publie son deuxième album studio, Evil Invaders, qui est plus rapide et puissant que son prédécesseur. Entre 1986 et 1988, Razor publie trois nouveaux albums studio, Malicious Intent (1986), Custom Killing (1987), et Violent Restitution (1988). Pour leur album Shotgun Justice, le groupe se sépare de Stace « Sheepdog » McLaren, et recrute Bob Reid. Le groupe se sépare en 1992, mais se reforme à la fin des années 1990 pour la sortie de l'album Decibels en 1997.
Le 9 septembre 2007, Razor annonce qu'il ne participera pas au festival Keep It True Xorganisé les 4 et 5 avril 2008 au Tauberfrankenhalle à Lauda-Königshofen, en Allemagne. Selon les organisateurs du festival, le guitariste Dave Carlo se retrouve dans l'impossibilité de jouer avec le groupe à cause de ses examens. Ils sont remplacés par Heathen. 
Razor participe à la tournée The Gates of Hell Tour. Ils jouent en tête d'affiche au festival Headbangers Open Air en Allemagne, en juillet 2009. Aux États-Unis et au Canada, ils tournent avec des groupes bien connus comme Slayer, Motörhead et Venom. Ils joueront également aux Foufounes Électriques à Montréal, au Québec, cette même année.
En février 2011, Razor joue au True Thrash Festival d'Osaka, au Japon. Un DVD de cette performance est publié au Japon en février 2012. Au Canada, ils participent à un événement caritatif à Toronto le 21 juin 2014. Le 19 avril 2012, le guitariste Dave Carlo est diagnostiqué d'un cancer de la gorge en stade avancé. Il est soigné et jouera avec Razor en 2015. Le groupe joue au Maryland Deathfest la même année, et est annoncé pour le California Deathfest de 2016 auquel ils jouent en novembre.

## Membres

### Membres actuels
- Dave Carlo - guitare (1983-1992, depuis 1997)
- Bob Reid - chant (1989-1992, depuis 1997)
- Mike Campagnolo - basse (1983-1987, 2005-2008, depuis 2011)
- Rider Johnson - batterie (depuis 2014)

### Anciens membres
- Stace « Sheepdog » McLaren - chant (1984-1989)
- John « Bone » Scheffel - chant, guitare (1983-1984)
- Shane Logan - chant (1984)
- Adam Carlo - basse (1987-1992, 2003-2005, 2008-2011)
- Jon Armstrong - basse (1991-1992, 1997-2002)
- Mike Embro - batterie (1983-1987)
- Rich Oosterbosch - batterie (1997)
- Rob Mills - batterie (1988-1992, 1998-2013)

## Discographie

### Albums studio
- 1985 : Executioner's Song
- 1985 : Evil Invaders
- 1986 : Malicious Intent
- 1987 : Custom Killing
- 1988 : Violent Restitution
- 1990 : Shotgun Justice
- 1991 : Open Hostility
- 1997 : Decibels

### EP
- 1984 : Armed and Dangerous

### Démos
- 1984 : Demo 84
- 1984 : Escape the Fire
- 1992 : Decibels

### Compilations
- 1994 : Exhumed
- 2016 : Razor "Live" Osaka Saikou (album live)